# KNVB beker 2024-2025
La KNVB Beker 2024-2025, anche nota come TOTO KNVB Beker 2024-2025 per motivi di sponsorizzazione, è stata la 107ª edizione della KNVB beker di calcio. Si sono sfidate 110 squadre a partire da settembre con il primo dei due turni preliminari, per finire il 21 aprile 2025 con la finale giocata al De Kuip di Rotterdam. La vincente si è qualificata per la fase a gironi della UEFA Europa League 2025-26.
Il Feyenoord era il campione in carica, avendo sconfitto il NEC Nijmegen 1-0 nella finale della stagione precedente. Il titolo è stato vinto dal Go Ahead Eagles, alla sua prima coppa nazionale.

## Formula del torneo
| Turno                     | Sorteggio         | Date                 |
| ------------------------- | ----------------- | -------------------- |
| Primo turno preliminare   | 18 luglio 2024    | 3-4 settembre 2024   |
| Secondo turno preliminare | 5 settembre 2024  | 24-25 settembre 2024 |
| Primo Turno               | 28 settembre 2024 | 29-31 ottobre 2024   |
| Secondo Turno             | 1 novembre 2024   | 17-19 dicembre 2024  |
| Ottavi di finale          | 20 dicembre 2024  | 14-16 gennaio 2025   |
| Quarti di Finale          | 17 gennaio 2025   | 4-6 febbraio 2025    |
| Semifinali                | 7 febbraio 2025   | 26-27 febbraio 2025  |
| Finale                    |                   | 21 aprile 2025       |

## Primo turno preliminare
| Squadra 1        | Risultato   | Squadra 2           |
| ---------------- | ----------- | ------------------- |
| 3 settembre 2024 |             |                     |
| DOVO             | 2 - 1 (dts) | SVV Scheveningen    |
| Achilles Veen    | 2 – 1       | Harkemase Boys      |
| Kozakken Boys    | 1 – 2       | VVSB                |
| TEC VV           | 4 – 2       | Urk                 |
| Kloetinge        | 1 – 2       | Quick '20           |
| ROHDA Raalte     | 0 – 4       | Sportlust '46       |
| Huizen           | 1 - 2       | Excelsior Maassluis |
| Poortugaal       | 3 – 1       | Sneek               |
| DVS '33          | 1 – 2       | OJC Rosmalen        |
| Elinkwijk        | 1 – 2 (aet) | Olde Veste          |
| Rijnvogels       | 2 – 0       | Forum Sport         |
| De Bilt          | 2 – 4 (aet) | Eemdijk             |
| HBC              | 3 – 4 (aet) | VV Kolping Boys     |
| Smitshoek        | 1 – 2 (aet) | Lisse               |
| SteDoCo          | 2 – 3       | IJsselmeervogels    |
| HSV Hoek         | 2 – 1 (aet) | Putten              |
| GOES             | 2 – 4       | USV Hercules        |
| Meerssen         | 0 – 1       | Genemuiden          |
| 4 settembre 2024 |             |                     |
| Sparta Nijkerk   | 6 – 0       | SV Laar             |
| Winterswijk      | 2 – 0       | Blauw-Wit           |
| TOGB             | 0 – 4       | Noordwijk           |
| Juliana '31      | 4 – 2 (aet) | Geldrop             |
| Hollandia        | 0 – 1 (aet) | UDI '19             |
| HC & CV Quick    | 4 – 1       | UNA                 |
| Heerjansdam      | 1 – 4       | Blauw Geel '38      |
| Gemert           | 4 – 0       | Excelsior '31       |
| 's-Gravenzande   | 0 – 2       | RKAVV               |
| RVVH             | 0 – 1 (aet) | RKVV Zwaluw         |
| DEM              | 1 – 2       | Ajax Amateurs       |
| Capelle          | 3 – 1 (aet) | HSC '21             |
| ASWH             | 3 – 1       | VV SVBO             |
| ADO '20          | 2 – 0       | DAW Schaijk         |

## Secondo turno preliminare
| Squadra 1         | Risultato   | Squadra 2           |
| ----------------- | ----------- | ------------------- |
| 24 settembre 2024 |             |                     |
| ACV               | 2 - 5       | IJsselmeervogels    |
| ASWH              | 1 – 0       | HHC                 |
| USV Hercules      | 3 – 2 (aet) | Excelsior Maassluis |
| Noordwijk         | 2 – 0       | HSV Hoek            |
| OJC Rosmalen      | 2 – 1       | Olde Veste          |
| HC & CV Quick     | 0 – 3       | Capelle             |
| RKAV Volendam     | 2 – 3 (aet) | Blauw Geel '38      |
| Rijnsburgse Boys  | 1 – 0       | Sportlust '46       |
| RKAVV             | 0 – 1       | DOVO                |
| Genemuiden        | 1 – 0       | ADO '20             |
| Sparta Nijkerk    | 4 – 2 (aet) | Achilles Veen       |
| VVSB              | 1 – 2       | Quick '20           |
| 25 settembre 2024 |             |                     |
| AFC               | 3 – 0       | GVVV                |
| Ajax Amateurs     | 1 – 2       | VV Kolping Boys     |
| Barendrecht       | 4 – 0       | TEC VV              |
| Gemert            | 0 – 2       | Winterswijk         |
| Juliana '31       | 1 – 2       | Lisse               |
| Poortugaal        | 1 – 3       | Koninklijke HFC     |
| UDI '19           | 1 – 2       | Eemdijk             |
| RKVV Zwaluw       | 1 – 4       | Rijnvogels          |

## Primo turno
Al primo turno partecipano le 21 vincitrici del secondo turno preliminare, 4 squadre dei campionati amatoriali, le 16 squadre dell'Eerste Divisie 2024-2025 e 13 squadre dell'Eredivisie 2024-2025.
| Squadra 1        | Risultato   | Squadra 2        |
| ---------------- | ----------- | ---------------- |
| 29 ottobre 2024  |             |                  |
| N.E.C.           | 4 - 3 (dts) | PEC Zwolle       |
| ADO Den Haag     | 1 - 4       | Cambuur          |
| De Graafschap    | 4 - 1       | TOP Oss          |
| De Treffers      | 1 - 4       | Fortuna Sittard  |
| Excelsior        | 2 - 1       | VVV-Venlo        |
| Rijnvogels       | 0 - 7       | Eindhoven        |
| IJsselmeervogels | 2 - 3       | Heerenveen       |
| VV Kolping Boys  | 1 - 5       | Groningen        |
| Noordwijk        | 2 - 1       | Dordrecht        |
| Sparta Nijkerk   | 5 - 1       | Capelle          |
| 30 ottobre 2024  |             |                  |
| Barendrecht      | 2 - 1       | NAC Breda        |
| AFC              | 3 - 1 (dts) | Blauw Geel '38   |
| Eemdijk          | 2 - 1       | OJC Rosmalen     |
| Winterswijk      | 0 - 1       | Heracles Almelo  |
| MVV              | 2 - 1       | Den Bosch        |
| Quick Boys       | 3 - 0       | Almere City      |
| Rijnsburgse Boys | 3 - 1       | Roda JC          |
| RKC Waalwijk     | 3 - 1       | Vitesse          |
| Genemuiden       | 2 - 3 (dts) | Willem II        |
| 31 ottobre 2024  |             |                  |
| USV Hercules     | 1 - 6 (dts) | Sparta Rotterdam |
| DOVO             | 1 - 5       | Volendam         |
| Koninklijke HFC  | 1 - 0       | Emmen            |
| Quick '20        | 0 - 2       | ASWH             |
| Spakenburg       | 2 - 4 (dts) | Katwijk          |
| Telstar          | 3 - 0       | Helmond Sport    |
| Lisse            | 1 - 2       | Utrecht          |

## Secondo turno
Al secondo turno partecipano le 27 vincitrici del secondo turno preliminare e le 5 squadre dell'Eredivisie 2024-2025 che partecipano ad una coppa europea.
| Squadra 1        | Risultato       | Squadra 2       |
| ---------------- | --------------- | --------------- |
| 17 dicembre 2024 |                 |                 |
| PSV              | 8 - 0           | Koninklijke HFC |
| Eindhoven        | 1 - 3           | Excelsior       |
| Quick Boys       | 3 - 1           | Fortuna Sittard |
| RKC Waalwijk     | 4 - 1           | Cambuur         |
| MVV              | 1 - 2           | Feyenoord       |
| 18 dicembre 2024 |                 |                 |
| Katwijk          | 2 - 3           | Twente          |
| AFC              | 0 - 8           | Utrecht         |
| ASWH             | 0 - 1           | Heerenveen      |
| Heracles Almelo  | 1 - 0 (dts)     | N.E.C.          |
| Sparta Rotterdam | 1 - 1 (4-5 dtr) | Go Ahead Eagles |
| AZ Alkmaar       | 3 - 1           | Groningen       |
| 19 dicembre 2024 |                 |                 |
| Noordwijk        | 2 - 1           | Willem II       |
| De Graafschap    | 4 - 0           | Sparta Nijkerk  |
| Eemdijk          | 1 - 6           | Barendrecht     |
| Rijnsburgse Boys | 2 - 0           | Volendam        |
| Ajax             | 2 - 0           | Telstar         |

## Ottavi di finale
| Squadra 1        | Risultato   | Squadra 2       |
| ---------------- | ----------- | --------------- |
| 14 gennaio 2025  |             |                 |
| AZ Alkmaar       | 2 - 0       | Ajax            |
| Noordwijk        | 1 - 0 (dts) | Barendrecht     |
| PSV              | 5 - 4 (dts) | Excelsior       |
| 15 gennaio 2025  |             |                 |
| Go Ahead Eagles  | 3 - 1       | Twente          |
| RKC Waalwijk     | 1 - 2       | Utrecht         |
| Rijnsburgse Boys | 1 - 4       | Feyenoord       |
| 16 gennaio 2025  |             |                 |
| De Graafschap    | 0 - 2       | Heracles Almelo |
| Quick Boys       | 3 - 2 (dts) | Heerenveen      |

## Quarti di finale
Il sorteggio si è tenuto il 17 gennaio 2025.
| Squadra 1       | Risultato | Squadra 2  |
| --------------- | --------- | ---------- |
| 4 febbraio 2025 |           |            |
| Heracles Almelo | 2 - 0     | Utrecht    |
| 5 febbraio 2025 |           |            |
| PSV             | 2 - 0     | Feyenoord  |
| Go Ahead Eagles | 3 - 1     | Noordwijk  |
| 6 febbraio 2025 |           |            |
| AZ Alkmaar      | 3 - 1     | Quick Boys |

## Semifinali
Il sorteggio si è tenuto il 7 febbraio 2025.
| Squadra 1           | Risultato       | Squadra 2       |
| ------------------- | --------------- | --------------- |
| 26/27 febbraio 2025 |                 |                 |
| PSV                 | 1 - 2           | Go Ahead Eagles |
| Heracles Almelo     | 2 - 2 (3-4 dtr) | AZ Alkmaar      |

## Finale
| Arbitro: | Danny Makkelie |

|                                        |                      |                              |
| Parrott 54’ (rig.)                     | Marcatori            | 90+9’ (rig.) Deijl           |
| Meerdink Koopmeiners Buurmeester Lahdo | Tiri di rigore 2 – 4 | Deijl Tengstedt Smit Dirksen |